# Terminal pasażerski

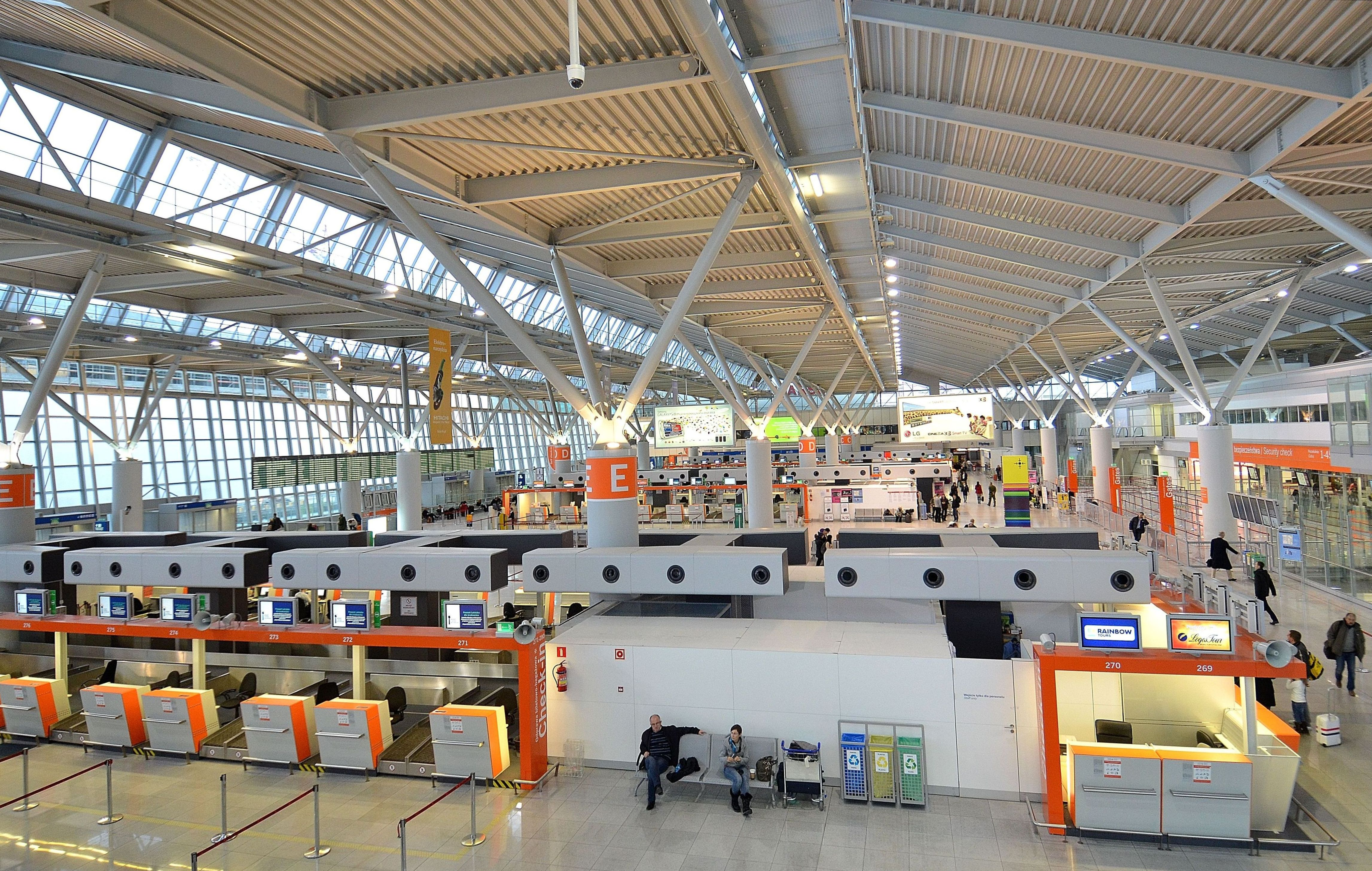
Terminal na Lotnisku Chopina w Warszawie

Terminal pasażerski – budynek lub zespół budynków, będących wydzieloną częścią portu lotniczego lub morskiego przeznaczoną do obsługi ruchu pasażerskiego i świadczącą usługi na rzecz przybywających i opuszczających port pasażerów.
Terminale (zwłaszcza lotnicze) dzielą się na krajowe i międzynarodowe. Te ostatnie z reguły składają się z pomieszczeń przeznaczonych do odpraw bagażowo-celnych i paszportowych. W dużych portach zajmujących się obsługą ruchu międzynarodowego, jak np. Port lotniczy Chicago-O’Hare liczba terminali może być znaczna.
W portach lotniczych wydziela się przeważnie terminale obsługujące ruch międzynarodowy, w portach morskich terminale promowe (np. Terminal Promowy Świnoujście, Terminal Promowy Westerplatte).
W portach lotniczych terminale pasażerskie są wyraźnie oddzielone od terminali cargo, zaś w portach morskich do obsługi ruchu pasażerskiego przeważnie wydziela się odrębne baseny lub nabrzeża w ich obrębie.